# Rally de Ferrol de 2013
El Rally de Ferrol de 2013, fue la 44.ª edición y la quinta ronda de la temporada 2013 del Campeonato de España de Rally. Se celebró el 23 de agosto y el 24 de agosto y contó con un itinerario de nueve tramos sobre asfalto que sumaban un total de 171,76  km cronometrados.
El ganador fue Luis Monzón a bordo del Mini Cooper WRC que sumó su cuarta victoria de la temporada. Segundo fue Alex Pais con el Mitsubishi Lancer Evo X y tercero Enrique García Ojeda con el Citroën DS3 R3T. Xavi Pons que había liderado el rally durante la primera jornada sufrió un pequeño golpe en su Mitsubishi Lancer EVO X que le hizo perder más de cuatro minutos. A pesar de caer solo hasta la segunda plaza finalmente tuvo que abandonar por avería en el diferencial trasero. Algo similar sufrió Sergio Vallejo que a pesar de haber sumado un scratch se vio obligado a abandonar en el sexto tramo. En la Copa Fiesta el ganador fue Celestino Iglesias y en la Copa Suzuki Francisco Lago.

## Itinerario
| Día              | Tramo | Nombre                          | Distancia | Hora  | Ganador        | Tiempo  | Líder rally |
| ---------------- | ----- | ------------------------------- | --------- | ----- | -------------- | ------- | ----------- |
| Día 1 Viernes 24 | TC1   | San Sadurniño-As Somozas        | 18,82 km  | 15:48 | Xavi Pons      | 12:05.7 | Xavi Pons   |
| Día 1 Viernes 24 | TC2   | As Somozas-As Pontes-Ortigueira | 25,00 km  | 16:29 | Sergio Vallejo | 14:47.0 | Xavi Pons   |
| Día 1 Viernes 24 | TC3   | San Sadurniño-As Somozas        | 18,82 km  | 18:46 | Xavi Pons      | 11:57.2 | Xavi Pons   |
| Día 1 Viernes 24 | TC4   | As Somozas-As Pontes-Ortigueira | 25,00 km  | 19:27 | Xavi Pons      | 14:37.5 | Xavi Pons   |
| Día 1 Viernes 24 | TC5   | Ferrol-Ferrol                   | 9,24 km   | 20:48 | Xavi Pons      | 06:21.6 | Xavi Pons   |
| Día 2 Sábado 25  | TC6   | Vilarmaior-Monfero-Irioxa       | 23,04 km  | 07:48 | Luis Monzón    | 17:35.1 | Luis Monzón |
| Día 2 Sábado 25  | TC7   | Irioxa-Monfero                  | 21,30 km  | 08:31 | Luis Monzón    | 15:23.7 | Luis Monzón |
| Día 2 Sábado 25  | TC8   | Irioxa-Monfero                  | 21,30 km  | 10:54 | Luis Monzón    | 15:40.9 | Luis Monzón |
| Día 2 Sábado 25  | TC9   | Ferrol-Ferrol                   | 9,24 km   | 12:05 | Alejandro Pais | 06:58.1 | Luis Monzón |

## Clasificación final
| Pos. | Piloto               | Copiloto             | Automóvil               | Tiempo    | Dif.     |
| ---- | -------------------- | -------------------- | ----------------------- | --------- | -------- |
| 1.   | Luis Monzón          | José Carlos Déniz    | Mini Cooper WRC         | 1:55:47.1 | 0.0      |
| 2.   | Alejandro Pais       | Santiago Pais        | Mitsubishi Lancer Evo X | 2:00:49.4 | +5:02.3  |
| 3.   | Enrique García Ojeda | Mario González Tomé  | Citroën DS3 R3T         | 2:01:31.3 | +5:44.2  |
| 4.   | Gorka Antxustegui    | Alberto Iglesias Pin | Suzuki Swift S1600      | 2:01:50.5 | +6:03.4  |
| 5.   | David Grandal        | José Luis Calvo      | Mitsubishi Lancer Evo X | 2:02:13.2 | +6:26.1  |
| 6.   | Calestino Iglesias   | Cuko Bañobre         | Ford Fiesta R2          | 2:07:34.2 | +11:47.1 |
| 7.   | Esteban Vallín       | Juan Ramón González  | Opel Corsa OPC          | 2:08:30.4 | +12:43.3 |
| 8.   | Francisco Lago       | Daniel Castro        | Suzuki Swift Sport      | 2:09:26.3 | +13:39.2 |
| 9.   | Adrián Díaz Pérez    | Sara Fernández       | Suzuki Swift Sport      | 2:09:47.1 | +14:00.0 |
| 10.  | Pablo Pazó           | José Ramón Seoane    | Suzuki Swift Sport      | 2:10:29.0 | +14:41.9 |